# وادي مشحذ
وادي مشحذ هو واد في سراة بلاد بلقرن في شمالي قرى عفراء ومنها ينحدر حتى يرفد وادي تبالة، ويشتهر بكثرة أشجار السدر.